# Physalis tamayoi
Physalis tamayoi är en potatisväxtart som beskrevs av O.Vargas, M.Martínez, Dávila. Physalis tamayoi ingår i släktet lyktörter, och familjen potatisväxter. Inga underarter finns listade i Catalogue of Life.